# Стюарти
Вижте пояснителната страница за други значения на Стюарт.
Стюарт (първоначално на шотландски келтски: Stiùbhairt; на английски: Steward, Stewart, от XVI век се установява изписването на английски: Stuart) е дворянски род и кралска династия в кралство Шотландия (в периода 1371 – 1651, 1660 – 1707 г.), кралство Англия (в периода 1603 – 1649, 1660 – 1694, 1702 – 1707 г.), кралство Ирландия (в периода 1603 – 1649, 1660 – 1694, 1702 – 1714 г.) и кралство Великобритания (в периода 1707 – 1714 г.).

## В Шотландия
Първият известен представител на рода Стюарт е Алън Фиц-Флаад на английски: Alan fitzFlaad, потомствен сенешал (висш сановник) при двора на британските крале. Той пристига на Британските острови след Норманското нашествие през XI век и като привърженик на крал Хенри I получава земи в Шропшър. Освен на рода Стюарт той е родоначалник и на дворцов род Фицалън. Един от синовете му, Уолтър Фицалън взема страната на императрица Матилда и се сближава с шотландския крал Дейвид I. Около 1136 година Уолтър се мести в Шотландия, където получава обширни владения в Ренфрушър, пожизнено перство и наследствената длъжност Върховен стюард или Лорд-стюарт (управител) на шотландския кралски двор. От названието на длъжността произлиза и фамилното име Стюарт.

### Робърт II (1371 – 1390)
Шестият лорд-стюарт (1309 – 1326) Уолтър Стюарт (1293 – 1326), син на петия лорд-стюарт Джеймс Стюарт (1243 – 1309) се жени през 1315 г. за Марджъри (1296 – 1316) дъщерята на крал Робърт I Брюс. Техният син Робърт II (2.3.1316 – 19.4.1390), седми лорд-стюарт от 1326 г., наследява шотландската корона след смъртта (1371) на чичо си Дейвид II, който няма деца. Той продължава борбата на дядо си Джеймс Стюарт срещу английските нашественици. Сключва два брака: 1349 г. с Елизабет, дъщеря на сър Адам Мур, господар на Роуалън, от която има десет деца и 1355 г. с Еуфемия, дъщеря на Хю, граф на Рос, от която има пет деца:
1. (1) Маргарет, ∞ ок. 1350 за Джон I Макдонълд, лорд на Островите (†1387);
2. (1) Джон (1337 – 4.4.1406), граф на Карик, като Робърт III, следващ крал на Шотландия;
3. (1) Уолтър (†1363), граф на Файф, ∞ за Изабел Елизабет Макдуф;
4. (1) Робърт (1339 – 1420), 1-ви херцог на Олбъни, ∞ (1) (ок. 1361) за Мария Маргарита (1334 – 1380), дъщеря на Джон Греъм, от която има седем деца, ∞ (2) (1380) за Мюриъл, дъщеря на Уилям Кент, от която има пет деца:
5. (1) Александър (1343 – 1405), 1-ви граф Бюгън от 1382, ∞ 1382 (развод 1392) за Еуфемия (1342 – 1394), дъщеря на Уилям, 5-ти граф Рос;
6. (1) Джейн, ∞ (1) (1373) за сър Джон Кейт, ∞ (2) (1379) за сър Джон Лайън, ∞ (3) (1384) за сър Джеймс Сандисланд;
7. (1) Марджъри, ∞ (1) за Джон Данбар, граф Морей, ∞ (2) за Александър Кейт;
8. (1) Изабел (†до 1410), ∞ (1) за граф Джеймс Дъглас, ∞ (2) (1389) за Дейвид Джон Едмонстън;
9. (1) Екатерина;
10. (1) Елизабет, ∞ Томас, конетабъл на Ерол Хей (1342 – 1406);
11. (2) Дейвид (*1356), граф на Кейтнес, женен за неизвестна жена, от която има една дъщеря Еуфемия;
12. (2) Уолтър (1360 – 1437), граф на Атол от 1404, ∞ за Маргарита, дъщеря на Дейвид Бъркли, от която има двама сина – Дейвид и Алън;
13. (2) Маргарита;
14. (2) Елизабет Екатерина, ∞ 1380 за Дейвид Линдсей, граф на Кроуфорд;
15. (2) Егидия, ∞ 1387 за Уилям Дъглас, лорд Галоуей.[2]

### Робърт III (1390 – 1406)
След смъртта на Робърт II, най-големият му син Джон е провъзгласен за крал под името Робърт III (1390 – 1406). Той е слаб владетел и не успява да се справи с проблемите в държавата. През 1367 г. се жени за Анабела (ок. 1350 – 1401), дъщеря на сър Джон Дръмонд, от която има пет деца:
1. Елизабет (†1411), ∞ 1387 за Джеймс Дъглак, лорд Далкит;
2. Маргарет (†1456), ∞ 1390 за Арчибълд Неудачника (1372 – 1424), 4-ги граф Дъглас;
3. Мария (†1458), ∞ (1) (1387) за Джордж Дъглас (†ок. 1403), 1-ви граф Ангус от 1389, ∞ (2) за сър Джеймс Кенеди (†1408), граф на Данюр, ∞ (3) (1409) за сър Уилям Канингъм, ∞ (4) (1413) за Уилям, лорд Грахъм, ∞ (5) (1425) за Уилям Едмънтън;
4. Дейвид (1378 – 1402), граф на Родзи, ∞ 1400 Марджъри, дъщеря на арчибалд Свирепия, 3-ти граф Дъглас;
5. Джеймс I (10.12.1394 – 21.2.1437), следващ крал на Шотландия.[2]

### Джеймс I (1406 – 1437)
Крал Робърт III сам лишава от короната по-големия си син Дейвид, граф на Родзи. След като брат му Робърт, 1-ви херцог на Олбъни погубва своя племенник Дейвид (син на брат му Уолтър, граф на Атол), монархът решава да спаси втория си син Джеймс, изпращайки го във Франция. По пътя младият принц е пленен от англичаните и това причинява смъртта на баща му. Бъдещият крал Джеймс I (1406 – 1437) прекарва цялата си младост в Англия. След като е освободен през 1424 г., той се заема да реформира шотландските институции по английски образец. Бори се успешно срещу феодалната опозиция. Накрая става жертва на недоволните барони. След завръщането си от Англия през 1424 г. се жени за Джоан (Джейн) (ок. 1404 – 1445), дъщеря на Джон Бофорт, 1-ви граф на Сомърсет, от която има седем деца:
1. Маргарет (1424 – 1445), ∞ 1436 за бъдещия френски крал Луи XI;
2. Изабел (1426 – 1494), ∞ 1441 за бретанския херцог Франсоа I (1414 – 1450);
3. Мария (1428 – 1465), ∞ 1444 за Жан де Борсел, сеньор де Кампвер;
4. Джоан (†1486), ∞ (1) (1440) за Джеймс Дъглас (†1446), 3-ти граф на Ангус от 1437, ∞ (2) (1459) за Джеймс Дъглас (†1493), граф на Мортън;
5. Джеймс II (16.10.1430 – 3.8.1460), следващ крал на Шотландия;
6. Елеонор (1433 – 1480), ∞ 1449 за херцога на Щирия Сигизмунд (1427 – 1496);
7. Анабела (1436 – сл. 1471), ∞ (1) (1447, развод 1458) за графа на Женева Лудвиг Савойски (1437 – 1482), ∞ (2) за Джордж Гордън (†1501), 2-ри граф на Хънтли от 1470 г.[2]

### Джеймс II (1437 – 1460)
Джеймс II наследява баща си на седемгодишна възраст. Докато е малолетен, властта в страната е в ръцете на могъщи феодални фамилии. Успял да отхвърли влиянието им, кралят взема страната на династията Ланкастър във Войната между Бялата и Червената роза. Заема се да прогони английските гарнизони от шотландските крепости и загива по време на бойните действия. Негова съпруга от 1449 г. е Мария (1432 – 1463), дъщеря на херцога на Гелдерн Арнолд, от която има пет деца:
1. Джеймс III (10.7.1451 – 11.6.1488), следващ крал на Шотландия;
2. Мария (1453 – 1488), ∞ (1) (1467, анулиран 1473) за Томас Бойд (†ок. 1474), 1-ви граф на Арън, ∞ (2) (1474) за Джеймс (1415 – 1479), 1-ви лорд на Хамилтън;
3. Маргарет, ∞ (развод 1520) за Уилям, барон Крихтон;
4. Александър (1454 – 1485), 1-ви херцог на Олбъни и граф на Марч (1455 – 1483), 1-ви граф на Мара и Гариоха от 1455 г., ∞ (1) (1475, развод 1477) за Екатерина, дъщеря на Уилям Синклер, граф на Оркни, от която има син и дъщеря (Александър и Маргарет Екатерина), ∞ (2) (1479) за Анна де ла Тур (†1512), дъщеря на граф Бертран д’Оверн, от която има един син (Джон Стюарт);
5. Джон (ок. 1459 – 1479), 2-ри граф на Мара и Гариоха.[4]

### Джеймс III (1460 – 1488)
Крал Джеймс II е наследен от първородния си син Джеймс III (1460 – 1488). Стремежът на новия владетел да поддържа мир с Англия предизвиква недоволство сред аристокрацията и той загива, потушавайки нейния бунт. През 1469 г. се жени за Маргарет (1456 – 1486), дъщеря на датския крал Кристиан I, която му донасе в зестра Оркнейските и Шетландските острови, и, която му ражда трима сина:
1. Джеймс IV (17.3.1473 – 9.9.1513), следващ крал на Шотландия;
2. Джеймс (1476 – 1504), граф на Рос;
3. Джон (1479 – 1503), 3-ти граф на Мара и Гариоха.[4]

### Джеймс IV (1488 – 1513)
След смъртта на Джеймс III властта в Шотландия поема първородният му син Джеймс IV (1488 – 1513). Въпреки брака си от 1503 г. с Маргарет (1489 – 1541), дъщеря на английския крал Хенри VII, той не успява да запази мирните отношения с Англия. Търпи поражение при Фладън, където загива заедно с много шотлански благородници. От съпругата си има четири деца, но само едно от тях достига пълнолетие – синът му Джеймс V (10.4.1512 – 14.12.1542), следващия крал на Шотландия. Освен това Джеймс IV има пет извънбрачни деца (двама синове и три дъщери), от три любовници.

### Джеймс V (1513 – 1542)
Отношенията с Англия не се подобряват и при Джеймс V (1513 – 1542), единствения законен син на Джеймс IV. По негово време укрепва съюзът с Франция, утвърден чрез брака на владетеля през 1537 г. с Мадлен (1520 – 1537), дъщеря на крал Франсоа I, но от нея няма деца. След ранната ѝ смърт той се жени повторно на следващата година за Мари (1515 – 1560), дъщеря на лотарингския херцог Клод I дьо Гиз. Джеймс V умира непосредствено след раждането на на единствената си дъщеря Мария Стюарт (8.12.1542 – 8.2.1587).

### Мария Стюарт (1542 – 1567)
Шест дни след раждането си Мария Стюарт (1542 – 1567) става кралица на страната и Шотландия остава под регентството на майка ѝ. Възпитана във Франция, младата владетелка се омъжва за първи път през 1558 г. за френския крал Франсоа II. Две години по късно (1560) тя овдовява и се завръща в страната си, където протестантите са станали мнозинство. Нейната привързаност към католицизма ѝ спечелва омразата на презвитарианската аристокрация. През 1565 г. кралицата сключва втори брак с братовчед си Хенри Стюарт (1545 – 1567), лорд Дарнли. Изборът ѝ е неудачен и скоро между съпрузите се установяват хладни отношения. От този брак се ражда бъдещият крал Джеймс VI (19.6.1566 – 27.3.1625). След убийството на втория ѝ съпруг Мария Стюарт се омъжва през 1567 г. за Джеймс Хепбърн (1535 – 1578), граф на Ботуел. През 1567 г. тя е отстранена от престола в полза на сина си. Намира убежище в Англия, където е приета в двора на своата родственица, кралица Елизабет I. Правата ѝ върху английския престол карат Елизабет I да я затвори, а после да я обезглави през 1587 г.

## В Англия, Шотландия и Ирландия

### Джеймс I (VI) (1603 – 1625)
След смъртта на Елизабет I под името Джеймс I (1603 – 1625) се възкачва кралят на Шотландия Джеймс VI (1567 – 1625), син на екзекутираната Мария Стюарт. С това се поставя началото на обединението между Англия и Шотландия. Новият владетел се опитва да наложи абсолютизъм в управлението. автор е на трактати, в които обосновава божественото право на суверена. Привърженик на англиканската църква, той започва преследването на католици и пуритани. Обкръжава се с недостойни фаворити, като херцог Бъкингам, и предизвиква недоволството на общественото мнение в Англия. Негова съпруга от 1589 г. е Анна (1574 – 1619), дъщеря на датския крал Фредерик II, от която има три деца, достигнали пълнолетие:
1. Хенри Фредерик (1594 – 1612), принц на Уелс от 1610;
2. Елизабет (1596 – 1662), ∞ 1613 за пфалцкия курфюрст Фридрих V, станал по-късно крал на Чехия;
3. Чарлз I (19.11.1600 – 30.1.1649), следващия крал на Англия, Шотландия и Ирландия (1625 – 1649).[5]

### Чарлз I (1625 – 1649)
Джеймс I е наследен от сина си Чарлз I (1625 – 1649), който се опитва да управлява като абсолютен монарх и дълго време не свиква Парламента. Финансови затруднения го принуждават през 1640 г. да открие т.нар. Дълъг парламент, който се опитва да ограничи кралската власт. През 1642 г. Чарлз I напуска Лондон и започва гражданска война срещу парламентаристите. След като претърпява поражение, той избягва в Шотландия. Местните протестанти му изменят и го връщат отново в Англия. Монархът е осъден на смърт и обезглавен в Лондон, а страната е обявена за република. През 1625 г. Чарлз I се жени за Хенриета-Мария (1609 – 1669), дъщеря на френския крал Анри IV. Нейното влияние настройва допълнително пуританите срещу кралската власт. Съпругата му ражда девет деца, но само пет от тях достигат пълнолетие:
1. Чарлз II (29.5.1630 – 6.2.1685), следващ крал на Англия, Шотландия и Ирландия;
2. Мария-Хенриета (1631 – 1660), ∞ 1641 за нидерландския щатхолдер Вилхелм II;
3. Джеймс II (14.10.1633 – 16.9.1701), бъдещ крал на Англия, Шотландия и Ирландия;
4. Хенри Стюарт (1640 – 1660), херцог на Глостър;
5. Хенриета-Ана (1644 – 1670), ∞ 1661 за херцог Филип I Орлеански (1640 – 1701), брат на френския крал Луи XIV.[5]

### Чарлз II (1660 – 1685)
Чарлз II, първороден син на Чарлз I, извършва реставрацията на Стюартите в Англия през 1660 г. и е коронован за крал (1660 – 1685). Той се стреми да балансира отношенията си с Парламента. По негово време се появяват първите политически групировки – тори и виги. През 1665 г. столицата Лондон е опустошена от върлуващата чума, а на следващата година – от пожар. През 1662 г. владетелят се жени за Катерина (1638 – 1705), дъщеря на португалския крал Жуау IV, от която няма деца. За сметка на това Чарлз II има петнадесет извънбрачни деца от множество (Барбара Вилиерс, Елеонора гуин, Луиза Рене де керуал и др.) любовници. На смъртното си легло Чарлз II приема католицизма.

### Джеймс II (VII) (1685 – 1688)
След смъртта на Чарлз II и поради липса на законни наследници на престола се възкачва брат му Джеймс II (1685 – 1688). Католик по вероизповедание, той бързо настройва срещу себе си своите поданици. През 1688 г. е свален от престола от т.нар. Славна революция и завършва живота си във Франция през 1701 г. През 1659 г. Джеймс II се жени за Ан Хайд (1638 – 1671), която му ражда осем деца, но само две достигат пълнолетие. През 1673 г. се жени повторно за Мария-Беатриче (1658 – 1710), дъщеря на моденския херцог Алфонсо IV д’Есте, от която има шест деца, но и тук пълнолетие достигат само две. Освен тях Джеймс II има и пет извънбрачни деца от любовниците си Арабела Чърчил и Катрин Седли.
1. (1) Мария II (30.4.1662 – 28.12.1694), следващата кралица на Англия, Шотландия и Ирландия;
2. (1) Анна (6.2.1665 – 1.8.1714), следващата кралица на Англия, Шотландия и Ирландия, а от 1707 г. – на Великобритания;
3. (2) Джеймс Франсис Едуард (1688 – 1766), ∞ 1719 за полската княгиня Мария Собиеска (1702 – 1735);
4. (2) Луиза Мария Тереза (1692 – 1712).[5]

Живеещият в изгнание в Италия Джеймс Франсис Едуард Стюарт, син на Джеймс II, е признат от Франция, Испания и папата за крал под името Джеймс III, но опитите му да получи престола са неуспешни (виж якобитизъм).

### Мария II и Анна (1689 – 1694, 1702 – 1714)
Славната революция в Англия от 1688 г. издига на престола по-голямата дъщеря на Джеймс II – Мария II (1689 – 1694). Тя сключва брак през 1677 г. с нидерландския щатхолдер Вилем III Орански (4.11.1650 – 8.3.1702), коронован за съвладетел под името Уилям III (1689 – 1702). Двамата съпрузи нямат деца и затова ги наследява по-малката дъщеря на Джеймс II – Анна (1702 – 1714). Нейното управление се свързва с обединението на Англия, Шотландия и Ирландия през 1707 г. под името Великобритания. Във Войната за испанското наследство (1701 – 1714) английските войски, ръководени от херцог Марлборо бележат значителни успехи. През 1683 г. Анна сключва брак с принц Йорген (Георг) 1653 – 1708), принц на Къмбърланд, от когото има седемнадесет деца, но никое от тях не доживява пълнолетие. След смъртта на Анна на британския престол през 1714 се качва Джордж I, праправнук на Джеймс I (VI), който основава новата Хановерска династия. Династията Стюарт се прекъсва през 1807 г. със смъртта на внука на Джеймс II, кардинал Хенри Бенедикт Стюарт (1725 – 1807).